# Bob l'éponge, le film : Un héros sort de l'eau
Série Bob l'éponge
Bob l'éponge, le film
(2004) Bob l'éponge, le film : Éponge en eaux troubles
(2020)
Pour plus de détails, voir Fiche technique et Distribution.
Bob l'éponge, le film : Un héros sort de l'eau ou Bob l'éponge, le film : Éponge à court d'eau au Québec et en Belgique (The SpongeBob Movie: Sponge Out of Water) est un film américain réalisé par Paul Tibbitt, sorti en 2015. Mélangeant prises de vues réelles et animation, c'est la deuxième adaptation cinématographique de la série télévisée d'animation Bob l'éponge, onze ans après Bob l'éponge, le film dont il est la préquelle.

## Synopsis
Un pirate nommé Steak-Barbare se rend à l'île de l'atoll de Bikini pour obtenir un livre magique qui rend tout ce qui est écrit dedans réel. Il lit une de ses histoire à des mouettes qui l'accompagnent et aiment chanter. Le livre raconte une aventure (qui se déroule au même moment) de Bob l'éponge, une éponge de mer enfantine vivant avec ses amis dans le fond de l'océan à Bikini Bottom. Bob aime son travail comme cuisinier au Crabe Croustillant, restaurant gastronomique dont la recette secrète des pâtés de crabe est convoitée par Plankton, propriétaire du Seau de l’Enfer et rival d'affaires de M. Krabs, le patron de Bob.
Le Crabe Croustillant est attaqué par Plankton. Après une bataille militaire avec des aliments et condiments géants, Plankton passe au plan B: il utilise un leurre de lui-même pour offrir à M. Krabs (qui la vole plutôt), une fausse pièce de monnaie, à l'intérieur de laquelle il se cache, pour accéder au coffre où est caché la recette secrète. Le faux Plankton distrait M. Krabs en pleurant à l'extérieur du restaurant, alors que M. Krabs se vante de sa victoire. Plankton vole la formule, laissant une banale copie. Cependant, alors qu'il est sur le point de s'échapper, Bob le découvre et le rattrape. Ils essaient chacun de récupérer la formule, et une bataille de formule entre l'éponge et le cyclope miniature s'ensuit, mais la formule disparaît par magie sous les yeux stupéfaits des deux rivaux.
Sans la formule secrète, Bob ne peut pas faire de pâtés de crabe, et les clients deviennent affamés, étant dépendant de la recette dont ils raffolent. Seul Bob sait que Plankton est innocent de la disparition de la formule, et tout Bikini Bottom s'en prend à eux. Bob sauve Plankton avec une bulle de savon géante qu'il utilise comme montgolfière. Bikini Bottom est bientôt réduit à un désert post-apocalyptique, à cause de l'absence de pâtés de crabe. Bob propose que lui et Plankton unissent leurs forces pour retrouver la formule secrète et arrêter le chaos. Il tente de montrer à Plankton le sens du travail d'équipe, mais ce dernier ne comprend pas très bien. Finalement, le duo décide de commencer leur quête au Seau de l’Enfer pour sauver Karen, la femme-ordinateur de Plankton, qu'ils utilisent comme source d'énergie pour fabriquer une machine à voyager dans le temps qui les mènera à l'instant précédant la disparition de la recette secrète pour pouvoir la récupérer. Ils assemblent la machine avec une cabine de photomaton abandonnée, une horloge pendule et d'autres objets. Après avoir placé Karen, les coéquipiers mettent en marche la machine, mais ils atterrissent accidentellement dans le futur, puis dans l'espace où ils rencontrent Bubbles, un dauphin magique dont le travail est de superviser le cosmos, et qui leur demande de faire son boulot le temps qu'il fasse une pause pipi. Cependant le duo échoue et Bubbles, qui y perd son travail, tente de les éliminer. Le duo réussit finalement à atteindre le passé et à récupérer la formule, puis retournent dans le présent, mais la formule qu'ils ont prise est en réalité la copie que Plankton a utilisée comme leurre.
L'histoire de Bikini Bottom devenue une ville apocalyptique se termine et une dispute entre les mouettes et Steak Barbare éclate, les mouettes aimant Bob et n'aimant pas la fin. Il arrache la dernière page, où le pirate a écrit « The End » mais les mouettes la jettent à l'eau. On découvre que le pirate a utilisé le livre afin d'obtenir la formule pour pouvoir devenir le restaurateur pirate le plus riche grâce à la recette, son navire se transformant en Food truck, d'où il établit son commerce sur une plage.
Pendant ce temps, après la dispute du pirate et des mouettes, la dernière page, qui a été jetée dans l'océan, atterrit sur le dôme de Sandy, l'amie de Bob, un écureuil originaire du Texas. Sandy, devenue un peu folle, pense que la page est un signe des "dieux des sandwichs", et suggère un sacrifice pour calmer leur colère. La ville tente de sacrifier Bob, mais lui et M. Krabs sentent l'odeur des pâtés de crabe à la dernière seconde, et Bob, M. Krabs, Patrick, Sandy, Carlo et toute la ville suivent l'odeur, qui les mène vers la surface. Alors que la ville rebrousse chemin, les quatre héros voient Bubbles qui apparaît devant eux et remercie Bob car il peut enfin voir le monde extérieur qu'il a toujours craint depuis qu'il est un bébé dauphin. Il donne la possibilité aux quatre héros de respirer à l'air libre et les amène à la surface, dans le monde des humains.
L'équipe, en dépit de quelques péripéties, localise Steak-Barbare, qui leur raconte comment il a volé la recette secrète. En les voyant, il utilise le livre pour les bannir sur l'Île des Pélicans. Alors que les oiseaux s'apprêtent à les dévorer, Bob l'éponge ressort la page du livre toujours en sa possession, et, comprenant l'utilisation qu'ils peuvent en faire, utilise l'encre de Carlo pour s'enfuir de l’île et les transformer en super-héros : Invincibulle (Bob), Monsieur Super Beau-gosse (Patrick), Fausse Note (Carlo), La Grignotte (Sandy), et Sire Pince-Partout (M. Krabs). Ils se téléportent à l'endroit du Food truck en oubliant la page sur l’île sans savoir que Plankton, qui s'était glissé dans la chaussette de Bob, est sur l’île et utilise la page à son tour. Le groupe retrouve Steak-Barbare, qui prend la fuite avec la formule, obligeant l'équipe à le pourchasser. Au cours de la course poursuite et de la bataille qui s'ensuit, le livre est détruit et l'équipe tente d'appréhender Steak-Barbare, qui déjoue les attaques des super-pouvoirs de l'équipe.
Plankton réapparaît alors, devenu un héros musclé nommé PlankThor, et vient aider l'équipe. PlankThor et Invincibulle travaillent ensemble pour créer une attaque spéciale (Tornade de bulles) qui défait Steak-Barbare, qui propose a PlanckThor de s'associer avec lui mais celui-ci refuse et l'envoie à l'atoll de Bikini. Plankton, ayant appris les valeurs du travail d'équipe, redonne la formule secrète à M. Krabs, et le groupe utilise la page magique, que Plankton a eu la bonne idée d'emporter avec lui, pour rentrer à Bikini Bottom. Avec des pâtés de crabe pour les clients, Bikini Bottom redevient la ville qu'elle était et tout le monde, y compris l'équipe, mange des pâtés de crabe. Toutefois, Bob ayant écrit que tout redevienne comme avant mais en gardant la musculature de Carlo, que le calamar avait dans le monde des humains, Plankton réassume son rôle de rival de M. Krabs mais pour le moment se fait poursuivre par Gary, l'escargot de compagnie de Bob. Bob quant à lui peut cuisiner des pâtés de crabe pour les clients et tout est bien qui finit bien.
Plus tard, sur l'atoll de Bikini, les mouettes demandent au pirate s'il veut chanter ; ce dernier ne peut pas leur refuser ça et ils chantent le générique de début de la série, qui est interrompu par Bubbles, devenu rappeur, et une battle de rap entre les mouettes et le dauphin éclate. Painty intervient en disant que le film devient trop long et le dauphin laisse les mouettes continuer leur chanson, laquelle il finit par dire qu'il a finalement apprécié.

## Fiche technique
- Titre original : The SpongeBob Movie: Sponge Out of Water
- Titre français : Bob l'éponge, le film : Un héros sort de l'eau
- Titre québécois : Bob l'éponge, le film : Éponge à court d'eau
- Réalisation : Paul Tibbitt
- Scénario : Jonathan Aibel et Glenn Berger, d'après la série créée par Stephen Hillenburg
- Musique : John Debney
- Direction artistique : Priscilla Elliott
- Directeur de la création : Lino DiSalvo
- Photographie : Phil Meheux
- Montage : David Ian Salter
- Production : Nan Morales, Mary Parent, Craig Sost, Cale Boyter
- Société de production : United Plankton Pictures, Nickelodeon Movies, Paramount Animation
- Société de distribution : Paramount Pictures
- Budget : 74 millions de dollars[1]
- Pays de production :  États-Unis
- Langue originale : anglais
- Format : couleur (Deluxe) - 35 mm / Digital Intermediate - 1,85:1 - Son Dolby Digital / SDDS / Datasat
- Genre : Animation, comédie, aventure et fantastique
- Durée : 93 minutes
- Dates de sortie[2] :
  - Belgique : 28 janvier 2015
  - États-Unis : 6 février 2015
  - France : 18 février 2015

## Distribution

### Voix originales
- Tom Kenny : Bob l'éponge / Gary l'escargot
- Bill Fagerbakke : Patrick Étoile de mer
- Clancy Brown : M. Eugene Krabs
- Rodger Bumpass : Carlo Tentacule / le docteur / Doughnut / Tantaculaurus Rex
- Doug Lawrence : Sheldon J. Plankton / Robot Sheldon J. Plankton
- Carolyn Lawrence : Sandy Écureuil / Wilson
- Jill Talley : Karen / la femme d'Harold
- Dee Bradley Baker : Sandals
- Sirena Irwin : voix de l'ordinateur
- Mary Jo Catlett : Mme Puff
- Eric Bauza, Tim Conway, Eddie Deezen, Rob Paulsen, Kevin Michael Richardson, April Stewart, Cree Summer, Billy West, Carlos Alazraqui, Nolan North : mouettes
- Carlos Alazraqui, Nolan North : perroquets morts
- Paul Tibbitt : Kyle
- Riki Lindhome : Popsicle
- Kate Micucci : Popsicle
- Matt Berry : Bubbles
- Antonio Banderas : Steak Barbare

### Voix françaises
- Sébastien Desjours : Bob l'éponge
- Boris Rehlinger : Patrick Étoile de mer
- Michel Bedetti : M. Krabs / Sheldon J. Plankton
- Michel Mella : Carlo le calamar
- Hélène Chanson : Sandy Écureuil
- Dominique Collignon-Maurin : Bubbles
- Cyprien Iov : la mouette fayote
- Lucas Hauchard (Squeezie) : Kyle
- Nathalie Odzierejko (Natoo) : la mouette femelle
- Stéphane Bazin : Steak Barbare
- Nathalie Kanoui
- Emmanuel Karsen
- Cyril Dubreuil
- Léovanie Raud
- Jean-Rémi Tichit
- Franck Gourlat
- Célia Asensio
- Cédric Ingard
- Asto Montcho

 Source et légende : version française (VF) sur RS Doublage et selon le carton du doublage français sur le DVD zone 2.

## Production
Le film contient des scènes en prises de vue réelles supervisées par le réalisateur Mike Mitchell. Le tournage a débuté le 9 octobre 2013 à Savannah.
La promotion du film sur MTV est assurée par SUPERFRUIT, le duo Mitch Grassi/Scott Hoying issu du groupe Pentatonix.

### Attribution des rôles
Nice Peter et EpicLLOYD (créateur des Epic Rap Battles of History) font une courte apparition dans le film. À la fin du film, Bubbles et les mouettes font un Rap Battle à la manière des ERB.

### Musique

#### Music from "The SpongeBob Movie: Sponge Out of Water" - EP
Le groupe de rap N.E.R.D a enregistré trois chansons inédites pour le film. Elles sortent sur un EP en janvier 2015.
| Liste des titres | Liste des titres       | Liste des titres                          | Liste des titres | Liste des titres | Liste des titres | Liste des titres | Liste des titres | Liste des titres | Liste des titres |
| No               | Titre                  | Artistes                                  | Durée            |                  |                  |                  |                  |                  |                  |
| ---------------- | ---------------------- | ----------------------------------------- | ---------------- | ---------------- | ---------------- | ---------------- | ---------------- | ---------------- | ---------------- |
| 1.               | Squeeze Me             | N.E.R.D                                   | 2:34             |                  |                  |                  |                  |                  |                  |
| 2.               | Patrick Star           | N.E.R.D                                   | 1:46             |                  |                  |                  |                  |                  |                  |
| 3.               | Sandy Squirrel         | N.E.R.D                                   | 3:01             |                  |                  |                  |                  |                  |                  |
| 4.               | Team Work              | Tom Kenny & Mr. Lawrence                  | 1:07             |                  |                  |                  |                  |                  |                  |
| 5.               | Thank Gosh It's Monday | Tom Kenny, Bill Fagerbakke & Clancy Brown | 2:40             |                  |                  |                  |                  |                  |                  |
| 10:28            |                        |                                           |                  |                  |                  |                  |                  |                  |                  |

#### Original Motion Picture Score
La musique originale du film est composée par John Debney.
| 1.  | Burger Beard on Island                                                | 3:09 |
| 2.  | Burger Beard Starts to Read Story                                     | 0:35 |
| 3.  | Plankton Attack / Tank Defeat / Giant Robot / Trying to Steal Formula | 4:07 |
| 4.  | Torturing Plankton / Refund                                           | 3:18 |
| 5.  | Escaping in a Bubble                                                  | 2:33 |
| 6.  | The End / Get Him                                                     | 5:06 |
| 7.  | Going to Sleep / Inside SpongeBob's Brain                             | 2:09 |
| 8.  | Getting the Key / Plankton Rescues Karen                              | 1:53 |
| 9.  | Intro Bubbles                                                         | 2:08 |
| 10. | Stealing Formula Back / Pirate Ship and Food Truck                    | 2:53 |
| 11. | My Very Own Food Truck / Sandy Proposes Sacrifice                     | 1:49 |
| 12. | Bubbles to the Rescue / Beach Search for Krabby Patties               | 3:56 |
| 13. | Beachfront Antics / Bike Path Encounters / Home of the Krabby Patty   | 2:54 |
| 14. | Story Rewrites / Invincibubble                                        | 2:50 |
| 15. | Chasing Burger Beard / Team Worked                                    | 4:04 |
| 16. | Not So Fast Burger Beard / PlankTON / Real Teamwork                   | 5:47 |

## Accueil

### Accueil critique
Le site d'Allociné propose une moyenne de 2,8/5 basé sur 12 critiques presse. Par rapport à la première adaptation cinématographique de la série télévisée, ce film est moins bien accueilli et est jugé décevant par la critique[réf. nécessaire]. En France une petite controverse est créée à cause du choix de prendre des YouTubers français pour doubler des personnages mineurs de l'intrigue[réf. nécessaire]. Une petite communauté appelle au boycott du film pour cette raison[réf. nécessaire].

### Box-office
En France, le film enregistre 1 297 123 entrées[réf. nécessaire].

## Hommage
Le film est dédié à la mémoire d'Ernest Borgnine, décédé le 8 juillet 2012, qui prêtait sa voix au personnage de l'Homme Sirène dans la série.